# John Stowe

Wappen von John Stowe

John Stowe OFMConv (* 15. April 1966 in Amherst, Ohio) ist ein US-amerikanischer Ordensgeistlicher und römisch-katholischer Bischof von Lexington.

## Leben
John Stowe trat der Ordensgemeinschaft der Minoriten bei und studierte zunächst an der Saint Louis University Philosophie und Geschichte. Anschließend erwarb er an der Jesuit School of Theology in Berkeley den Mastergrad in Theologie (Master of Divinity) und das Lizenziat in Kirchengeschichte. Am 1. August 1992 legte er die ewige Profess ab und empfing am 16. September 1995 die Priesterweihe durch Alexander James Quinn, Weihbischof in Cleveland.
Nach Tätigkeiten in der Pfarrseelsorge in El Paso war er von 2003 bis 2010 Generalvikar im Bistum El Paso. 2010 wurde er Provinzialvikar der Ordensprovinz der Minoriten und Rektor des Nationalheiligtums Our Lady of Consolation in Carey, Ohio.
Papst Franziskus ernannte ihn am 12. März 2015 zum Bischof von Lexington. Die Bischofsweihe spendete ihm der Erzbischof von Louisville, Joseph Edward Kurtz, am 5. Mai desselben Jahres. Mitkonsekratoren waren der Bischof von Fresno, Armando Xavier Ochoa, und der Bischof von San Isidro de El General, Gabriel Enrique Montero Umaña OFMConv.
Stowe gilt „als Stimme für mehr LGBTIQ+-Toleranz in der Kirche“.